# برستون (مغني)
برستون (بالإنجليزية: Preston)‏ هو مغني ومغن مؤلف بريطاني، ولد في 16 يناير 1982 في وورثينغ ‏ في المملكة المتحدة.

## وصلات خارجية
- برستون على موقع ميوزك برينز (الإنجليزية)
- برستون على موقع ميوزك برينز (الإنجليزية)
- برستون على موقع ديسكوغز (الإنجليزية)